# 刘盛田
刘盛田（1927年—），辽宁营口人。中华人民共和国政治人物。
文化大革命期间起家，担任辽宁省革委会副主任兼革委会农业组组长。后开除党籍。曾任中共第九、十届中央委员。